# Roland Dantes
Roland Dantes (1945 – 2009) był filipińskim aktorem, praktykiem sztuk walki, kulturystą.
Przez lata trenował z mistrzami sztuk walki, m.in. z Remy'm Presasem, Cacoyem Canete oraz Edgarem Sulite. Zanim zajął się aktorstwem, pracował jako policjant.
Zasłużył sobie na miano jednego z najpopularniejszych filipińskich aktorów. Zagrał w wielu filmach, w tym w The Pacific Connection (1975) i Arnis: The Sticks Of Death (1984). Niemałe sukcesy odnosił też w branży kulturystycznej; pięciokrotnie, w latach 1969–1980, uhonorowano go tytułem "Mr. Philippines". Dantes ubiegał się również o tytuły "Mr. Universe" oraz "Mr. World".
Zmarł 16 marca 2009 roku w wieku sześćdziesięciu czterech lat. Przyczyną zgonu była niewydolność serca.